# Лукоть
Лу́коть (бел. Лукаць) — деревня в составе Первомайского сельсовета Дрибинского района Могилёвской области Республики Беларусь.

## Население
- 1999 год — 61 человек
- 2010 год — 31 человек

## Знаменитые земляки
Паничев Николай Александрович - в 1986 - 1991 гг. был министром станкостроительной и инструментальной промышленности СССР.